# Lysekils Mekaniska Verkstad

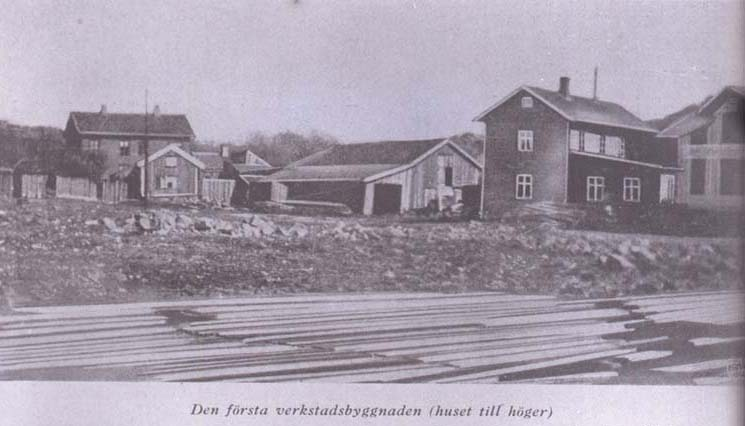
Den första verkstadsbyggnaden 1899

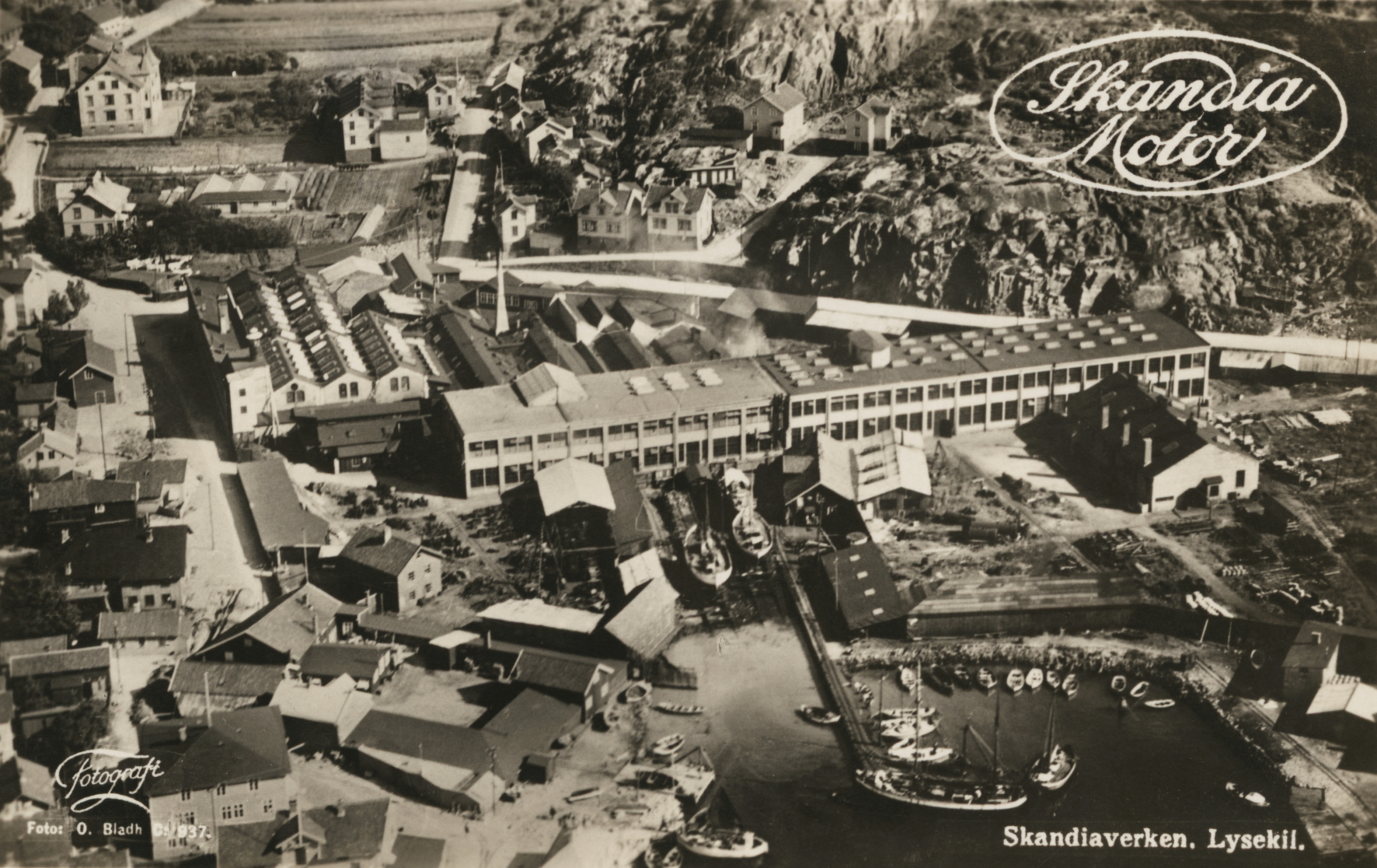
Flygfoto av Skandiaverken under 1920-talet

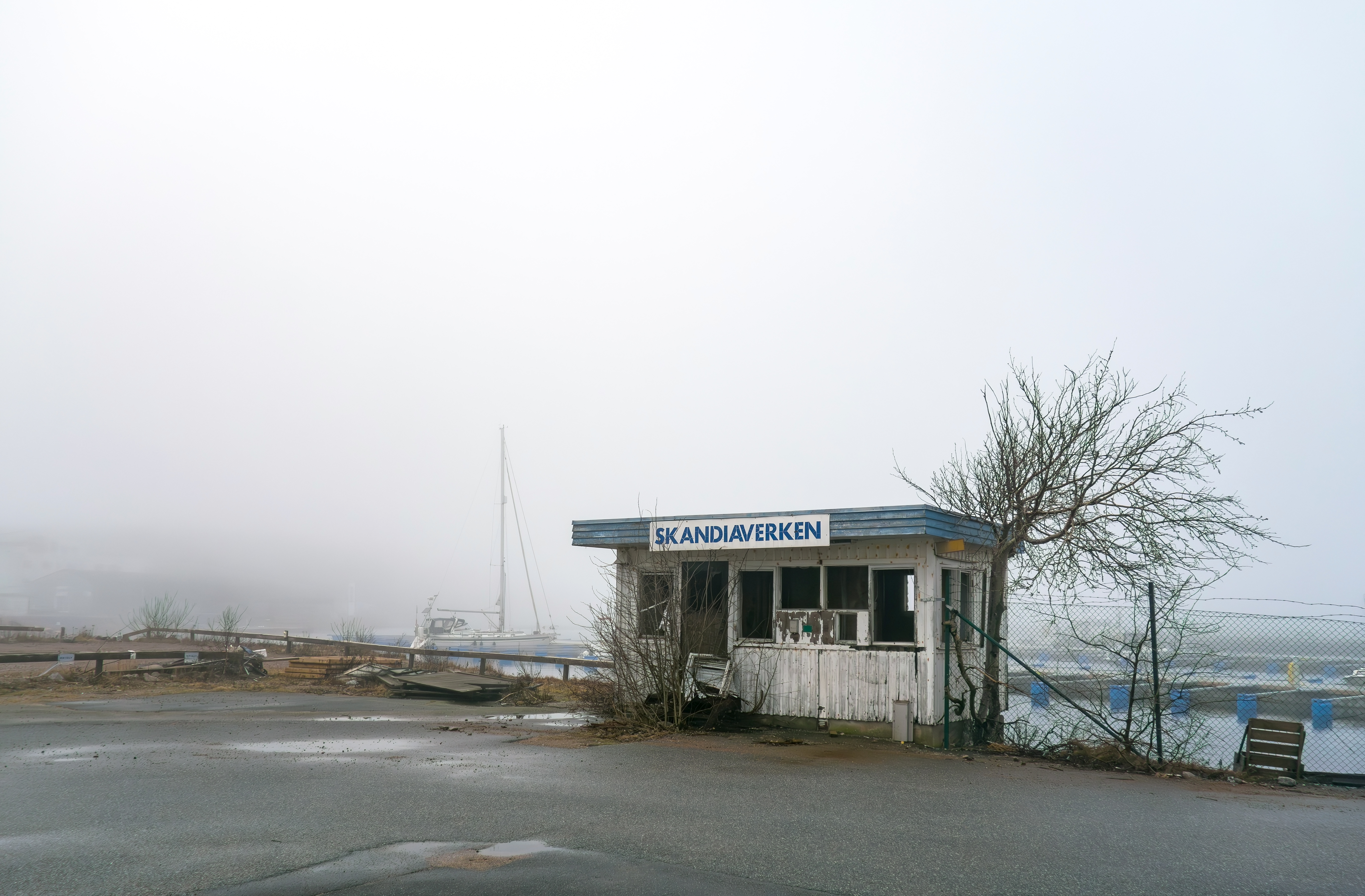
Spår efter Skandiaverken finns fortfarande kvar i Lysekil

Lysekils Mekaniska Verkstad grundades år 1899 av Lars Laurin och Karl Forsström. Företaget fanns i Norra Hamnen i Lysekil. Huvudsakligen sysslade företaget inledningsvis med reparationer och tillverkning av egenkonstruerade maskiner för konservindustrin. Viss tillverkning av cyklar förekom också.
Våren 1902 var den första båtmotorn, en fyra hästkrafters tändkulemotor klar för leverans till Svenska Hydrografisk-Biologiska Kommissionen på Stora Bornö. Laurin såg ägarna av västkustens fiskefartyg som en självklar kundgrupp. Fiskarna var dock inledningsvis ointresserade av nymodigheten: bullret skulle skrämma bort fisken. Dock lyckades Laurin övertala fiskelaget Korpen från Smögen att gratis prova en motor 1903. Fiskarna övertygades och redan 1904 var orderlistan på motorer lång. 
År 1920 bytte företaget namn till Skandiaverken efter namnet på tändkulemotorn. År 1923 fick företaget ekonomiska problem och Laurin lämnade företaget. Efter rekonstruktion drevs företaget vidare
År 1933 inleddes produktion av dieselmotorer. Tändkulemotorer tillverkades på Skandiaverken till 1966. Motortillverkningen i Lysekil upphörde 1987.
Idag är företagets lokaler Föreningen L. Laurins motormuseum.

## Motorer

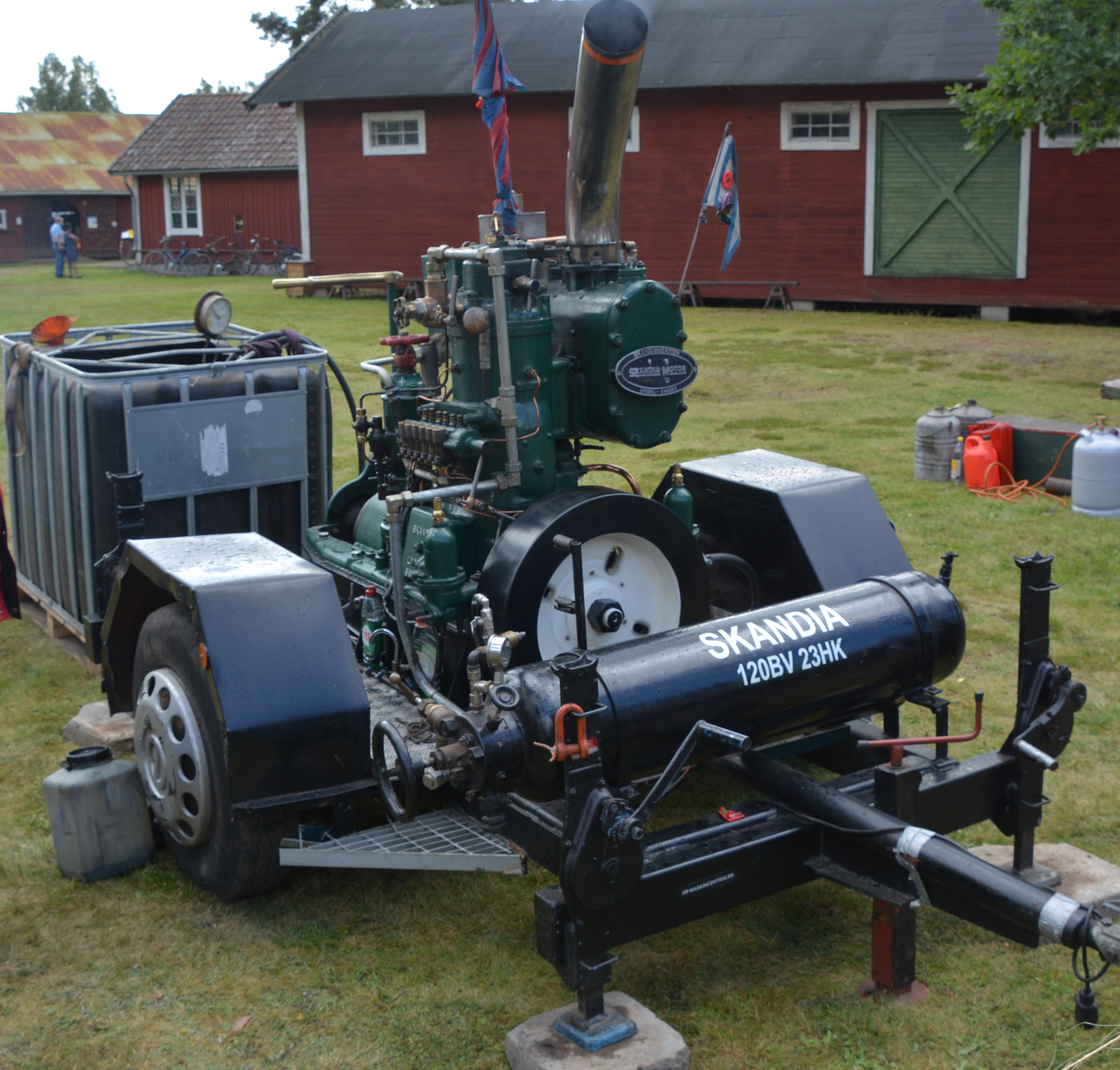
Skandia 120 bv, dieselmotor på 23 hk, från 1944
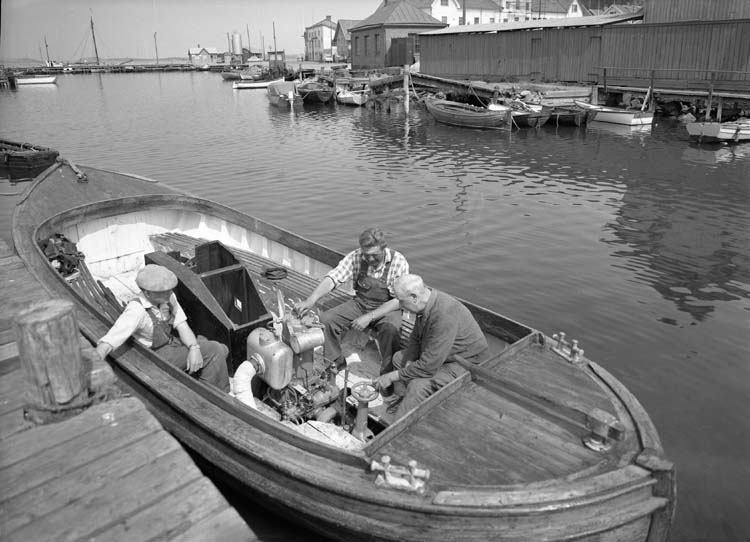
Fraktbåt med en Skandiamotor i norra hamnen, Lysekil
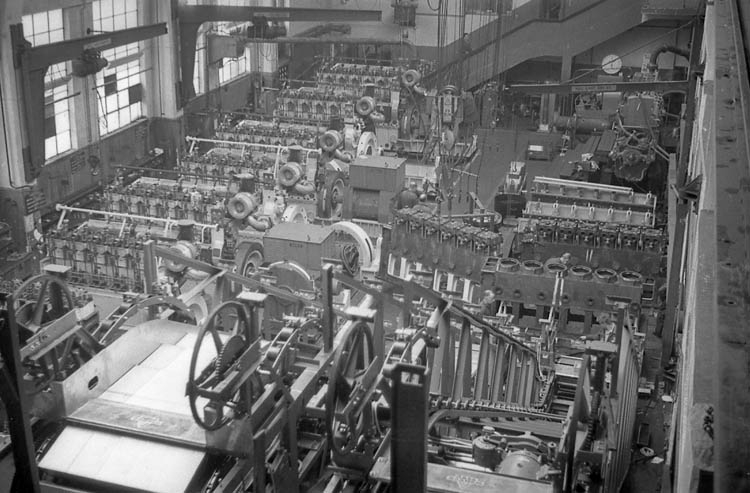
Provkörning av motorer inne på Skandiaverken 1960